# Jack Keller (giocatore di poker)
John Joseph Keller, detto Jack (29 dicembre 1942 – Tunica, 5 dicembre 2003), è stato un giocatore di poker statunitense, campione del mondo nel 1984.
Prima di dedicarsi al poker professionistico, Keller servì nell'aeronautica militare statunitense.
Vinse il Main Event delle World Series of Poker 1984, tre braccialetti WSOP e più di 1.400.000$ nell'ambito delle WSOP. Nel 1994 è stato inserito nel Poker Hall of Fame.
Keller ha avuto tre figli, di cui una è giocatrice professionista di poker: Kathy Kolberg. Muore a Tunica, nel Mississippi nel 2003.
Si calcola abbia vinto in tornei live $3.783.691.

## Braccialetti delle WSOP
| Anno | Torneo                                      | Premio(US$) |
| ---- | ------------------------------------------- | ----------- |
| 1984 | $5.000 Seven Card Stud                      | $137.500    |
| 1984 | $10.000 No Limit Hold'em World Championship | $660.000    |
| 1993 | $1.500 Omaha Limit                          | $61.800     |